# Le Classique du thé

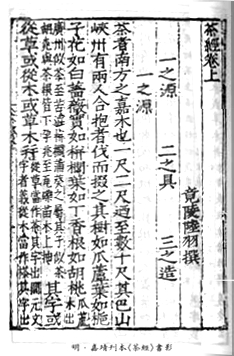
Le Classique du Thé.

Le Classique du Thé ou Ch'a Ching (chinois traditionnel : 茶經 chinois simplifié : 茶经 pinyin : chájīng) est le tout premier ouvrage au monde traitant du thé, écrit par Lu Yu entre les années 760 et 780 de notre ère.
Selon une légende populaire, Lu Yu était un orphelin du canton de Jinling (aujourd'hui canton de Tianmen, dans la province de Hubei), qui fut adopté par un moine bouddhiste du monastère du Nuage du Dragon. Préférant la doctrine confucianiste aux enseignements zen de son beau-père, Lu Yu fut régulièrement puni. Il finit par fuir et s'engagea dans un cirque ambulant. À 14 ans, un gouverneur local nommé Li Qiwu le découvrit et lui accorda la permission d'utiliser sa bibliothèque et d'étudier avec un précepteur. Pendant les rébellions An Lushan et Shi Siming, Lu Yu se retira à Shaoqi (aujourd'hui canton de Wuxing, dans la province de Zhejiang). Il devint alors ami avec de nombreux écrivains de son temps, dont le calligraphe Yian Zhenqing et le poète Huang Pu Zheng et écrivit le Chá jīng.

## Les dix chapitres
Le Chá jīng (茶经) fut le premier ouvrage au monde de littérature du thé.
- Chapitre 1. Origines

Ce chapitre développe l'origine mythologique du thé en Chine. Il contient également une étude horticole de la plante et une recherche étymologique.
- Chapitre 2. Outils du thé

Ce chapitre décrit quinze outils pour récolter, presser, sécher et conserver les feuilles et gâteaux de thé.
- Chapitre 3. Fabrication

Ce chapitre détaille le procédé de production du gâteau de thé (thé compressé).
- Chapitre 4. Matériel

Ce chapitre décrit vingt-huit objets employés pour la fermentation et la dégustation du thé.
- Chapitre 5. Fermentation

Ce chapitre énumère les étapes de la préparation du thé.
- Chapitre 6. Boire

Ce chapitre décrit les différentes propriétés du thé, l'histoire de sa consommation et les différents types connus en Chine en ce temps-là.
- Chapitre 7. Anecdotes

Ce chapitre contient plusieurs anecdotes à propos du thé, de Shennong à la dynastie Tang.
- Chapitre 8. Lieux

Ce chapitre classe les huit régions productrices de thé en Chine.
- Chapitre 9. Omissions

Ce chapitre énumère les procédures qui peuvent être omises et les conditions dans lesquelles elles peuvent l'être.
- Chapitre 10. Résumé

Ce chapitre consiste en cinq pages de soie qui résument les neuf chapitres précédents.

### Chinois
- Zhang Fangci (张芳赐) : Chajing qianshi (茶经浅释), Yunnan renmin chubanshe (云南人氏出版社) Kunming 1981.

### Anglais
- Francis R. Carpenter : The Classic of Tea. Little Brown Company USA & Canada. Boston & Toronto. 1974,  (ISBN 0-316-53450-1) (illustré par Demi Hitz)
- Francis R. Carpenter : The Classic of Tea. Origins & Rituals. Ecco Press, Hopewell, N.J. 1995,  (ISBN 0-88001-416-4) (réédition)
- Traduction du manuscrit Cha Ching de la bibliothèque de l'University of London sur les pages 13 à 22 de l'édition William H. Ukers: All about tea, réimprimée par Martino Publishing, Mansfield Centre, CT, 2007,  (ISBN 1-57898-652-4), (originale: New York: Tea and Coffee Trade Journal Co, 1935). Ukers remercie Edward Denison Ross et Mr Z. L. Yih (traducteur) pour fournir la traduction.

### Français
- Francis Ross Carpenter : Le Classique du Thé. Édition Morel, Paris 1977 (illustrations par Demi Hitz ; traduction par Sœur Jean Marie Vianney de l'édition anglaise, 1974)
- Francis Ross Carpenter : Le classique du Thé. La manière traditionnelle de faire le thé et de le boire. Éditions Desclez, Westmount, Quebec, Canada, 1981 (Illustrations de Demi Hitz d'après Hsu Ch'a Ching et d'après Cha No Yu),  (ISBN 2-89142-054-3) (réédition de l'édition française Morel, 1977)
- Veronique Chevaleyre : Le chang jing ou classique du thé. Paris 2004,  (ISBN 2-35013-003-7) (traduction)

### Russe
- Alexandre Gabouiev, Yulia Dreyzis : "Canon tshaja". Humanist, Moscou 2007,  (ISBN 978-5-91367-004-5)